# 基督徒自然神论
基督徒自然神论（或称：基督自然神论、基督教自然神论）（英文： Christian deism），是源自基督教的宗教哲学观点，相信耶稣的道德教义，但不相信耶稣的超自然的神性。基督自然神论也是自然神论的一种形式，代表了理性的探究，对平等的诉求，对教条和奥秘的怀疑态度，以及对宗教的宽容态度。

## 简介
基督自然神论的出现受到了基督教以及自然神论的两种主要形式的影响(古典和现代的)。基督自然神论也是现代自然神论的一种形式。自然神论反对蒙昧主义和神秘主义，否定迷信和各种违反自然规律的“奇迹”；认为上帝不过是“世界理性”或“有智慧的意志”。上帝作为世界的“始因”或“造物主”，在创世之后就不再干预世界事务，而让世界按照它本身的规律存在和发展下去；主张用理性宗教或自然宗教代替天启宗教。基督自然神论接受耶稣的道德和其教义的非神秘部分，同时否认耶稣是神。
最早发现的“基督自然神论（英文： Christian deism）”英文词汇在印刷品的使用，出现在1738年出版的Thomas Morgan (deist)的著作。
最著名的基督自然神论者可能是第3任美国总统托马斯·杰斐逊（Thomas Jefferson)。 他编著了《杰斐逊圣经》（Jefferson Bible），把《新约圣经》前四章中引用的神灵干预和奇迹干预的部分删除了，从而产生了该著作。在杰斐逊的圣经中，没有记载福音故事的开始和结束，没有关于天使的报喜，出生于处女或天使出现在牧羊人面前的故事，甚至没有提到复活。

## 对美国开国元勋的影响
历史上自然神论对美国开国元勋有重要的影响。研究美国开国元勋的学者们已将创始人的宗教归为三类之一：非基督教的自然神论，基督自然神论和正统基督教。第2任美国总统约翰·亚当斯 和第3任美国总统托马斯·杰斐逊被认为信仰基督自然神论。第1任美国总统乔治·华盛顿也被许多历史学家认为信仰基督自然神论，尽管还有一些的不同看法。
尽管正统基督教参加了创建美国这一新共和国每个阶段，但自然神论影响了大多数开国元勋。自然神论代表的理性和平等反映在《美国独立宣言》中。托马斯·杰斐逊是《美国独立宣言》主要起草人，他在《美国独立宣言》序文中称赞 “自然法则”和 “自然之神”（Laws of Nature and of Nature's God)，并且在前言中进一步提到，“我们认为下面这些真理是不证自明的：人人生而平等，造物主赋予他们若干不可剥夺的权利，其中包括生命权、自由权和追求幸福的权利。为了保障这些权利，人们才在他们之间建立政府，而政府之正当权力，则来自被统治者的同意。”
自然神论运动反对改善道德和社会正义中遇到的障碍，代表了理性的探究，对教条和奥秘的怀疑态度，以及对宗教的宽容态度。该运动的许多拥护者主张普及教育，新闻自由和教会与国家分离。 如果新共和国创建在很大程度上归功于犹太教-基督教的传统，那么它也应归功于自然神论所代表的理性和平等的运动，它影响了开国元勋接受当时非凡的自由政治理想。